# Scanning-sondemikroskopi
Scanning-sondemikroskopi (engelsk: Scanning Probe Microscopy, SPM) er en klasse af mikroskopi-metoder, hvor en spids nål - en sonde - bringes meget tæt på en overflade for at måle den. Ved at bevæge sonden henover overfladen kan et billede dannes.
SPM blev opfundet af Gerd Binnig og Heinrich Rohrer i 1981 i form af scanning-tunnelmikroskopi, hvor der mellem sonden og overfladen løber en meget svag strøm pga. kvantemekanisk tunnelering.